# 小西杏奈 (競泳選手)
小西 杏奈（こにし あんな、1996年5月10日 - ）は、日本の女子競泳選手。兵庫県豊岡市出身。2020東京オリンピック日本代表。

## 経歴
明石市立望海中学校、豊川高等学校、中京大学出身。
背泳ぎを専門とする。身長は他の選手と比較して低めだが、上半身の筋力を武器とする。
2018年のアジア大会では背泳ぎ100mで2位、2021年の第97回日本選手権水泳競技大会では背泳ぎ100m・200mで1位、同年のジャパンオープン2021-2022では50m・100m・200mで1位。
2021年の東京オリンピックでは女子400mメドレーリレーの第一泳者に選出され決勝戦まで進んだ。